# Agostino Barbarigo (1938)
«Агостіно Барбаріго» (італ. Agostino Barbarigo) — військовий корабель, підводний човен, головний типу «Марчелло», Королівських ВМС Італії за часів Другої світової війни.
«Агостіно Барбаріго» був закладений 6 лютого 1937 року на верфі компанії Cantieri Riuniti dell'Adriatico у Монфальконе. 12 червня 1938 року він був спущений на воду, а 19 вересня 1938 року увійшов до складу Королівських ВМС Італії.

## Історія служби
У вересні 1940 року до французького Бордо на базу BETASOM почали прибувати італійські підводні човни, яких скоро стало 27, котрі незабаром приєдналися до німецьких підводних човнів у полюванні на судноплавство союзників; поступово їхнє число збільшиться до 32. Вони внесли вагомий внесок у битву за Атлантику, не дивлячись на те, що командувач підводним флотом ВМС Німеччини адмірал Карл Деніц відгукнувся про італійських підводників: «недостатньо дисципліновані» і «не в змозі залишатися спокійним перед обличчям ворога».
З жовтня 1940 року по травень 1941 року італійський підводний човен здійснив три бойових походи поблизу ірландських вод, під час яких пошкодив одне вантажне судно. У липні «Агостіно Барбаріго» відплив на захід від Гібралтарської протоки і досяг перших успіхів, 25 липня потопивши британське судно Macon (5135 т), а потім танкер-заправник Horn Shell (8272 т), перш ніж повернути до порту. 22 жовтня «Барбаріго» знову відплив під командуванням капітана корвету Енцо Гроссі, але патрулювання не вдалося.
24 січня 1943 року підводний човен вийшов у свою останню місію в ролі атакуючого підводного човна, в якому 24 лютого потопив кораблі Monte Igueldo (3453 т), 2 березня Alfonso Pena (3540 т) та 3 березня Staghound, до повернення до Бордо 3 квітня.
Після певного періоду перебування на ремонті, а також на заміну та перекваліфікацію екіпажу, підводний човен був перетворений на транспорт для перевезення матеріальних засобів між Німеччиною та Японією в 1943 році, при цьому були вилучені гармати, торпеди та всі, крім одного, перископи. 16 червня він вийшов з бази в Бордо з 130 т цінного вантажу, але зник безвісти. Після війни британські записи свідчили про те, що невстановлений підводний човен був атакований американською авіацією в Біскайській протоці, отже вважається, шо «Барбаріго» міг бути потопленим між 17 і 19 червня.